# 吹奏楽のための協奏音楽
吹奏楽のための協奏音楽（Konzertmusik für Blasorchester）作品41は、パウル・ヒンデミットが作曲した吹奏楽曲。吹奏楽のための演奏会用音楽とも訳される。

## 概要
1926年のドナウエッシンゲン音楽祭のために作曲された。わずか3日間で書き上げられたと伝えられている。初演の指揮者でこの音楽祭に貢献してきたヘルマン・シェルヘンに献呈された。
1927年にショット社（B. Schott's Söhne）から出版された。

## 楽器編成
| 木管 | 木管              | 金管 | 金管           | 弦・打 | 弦・打           |
| ---- | ----------------- | ---- | -------------- | ------ | ---------------- |
| Fl.  | 1 (Picc.持ち替え) | Tp.  | 3, Flh.2       | Cb.    |                  |
| Ob.  | 1                 | Hr.  | 2              | Timp.  |                  |
| Fg.  |                   | Tbn. | 3              | 他     | S.D., B.D., Cym. |
| Cl.  | 3, E♭             | Bar. | 1, B♭Ten.hr. 2 | 他     | S.D., B.D., Cym. |
| Sax. |                   | Tub. | 2              | 他     | S.D., B.D., Cym. |

フルスコアには以下のような代替楽器に関する記述がある。
- フリューゲルホルンの代わりに、ソプラノサクソフォーン2本、もしくはソプラノサクソフォーンとアルトサクソフォーン。
- テノールホルンの代わりに、ワーグナーの「指環」で使われるテノールテューバ、もしくはテナーサクソフォーン。
- バリトンの代わりに、バスクラリネット。

## 楽曲構成
3つの楽章からなる。演奏時間は約15分。
1. 協奏的序曲（Konzertante Ouvertüre）
Maestoso、9/8拍子 - Lebhafte Viertel、2/4拍子
2. 歌曲「高貴な騎士オイゲン公」による6つの変奏（Sechs Variationen über das Lied "Prinz Eugen, der Edle Ritter"）
3/4拍子
オーストリア民謡「高貴な騎士オイゲン公」（de:Prinz Eugen, der edle Ritter）の旋律を主題とする変奏曲。
3. 行進曲（Marsch） 
2/4拍子